# Pyrgomantis mabuia
Pyrgomantis mabuia es una especie de mantis de la familia Tarachodidae.

## Distribución geográfica
Se encuentra en Uganda.